# Diskontní sazba
Diskontní sazba je jedna ze tří úrokových sazeb stanovovaných Českou národní bankou. Dalšími jsou repo sazba a lombardní sazba. Je to jeden z nástrojů centrální banky. Říká se jí též Automatizovaná depozitní facilita.

## Měnová politika
Jde o úrokovou míru. ČNB poskytuje bankám možnost uložit u ní bez zajištění svou přebytečnou likviditu. Depozita jsou úročena diskontní sazbou. Pokud naopak ČNB poskytne finanční prostředky komerční bance, ČNB úročí lombardní sazbou.